# Maud van der Meer
Maud van der Meer (Uden, 20 maggio 1992) è un'ex nuotatrice olandese.

## Carriera
Ha fatto parte della staffetta 4x100m sl che ha vinto il titolo mondiale nel 2011, competendo, però, solo in batteria.

## Palmarès
- Mondiali

Shanghai 2011: oro nella 4x100m sl.
Kazan 2015: argento nella 4x100m sl.
Budapest 2017: argento nella 4x100m sl mista e bronzo nella 4x100m sl.
- Mondiali in vasca corta

Doha 2014: oro nella 4x50m sl e nella 4x100m sl.
Windsor 2016: argento nella 4x50m sl e bronzo nella 4x100m sl.
- Europei

Berlino 2014: argento nella 4x100m sl.
Londra 2016: oro nella 4x100m sl e nella 4x100m sl mista.